# Oreoderus quadricarinatus
Oreoderus quadricarinatus är en skalbaggsart som beskrevs av Gilbert John Arrow 1944. Oreoderus quadricarinatus ingår i släktet Oreoderus och familjen Cetoniidae. Inga underarter finns listade i Catalogue of Life.